# Polytmus
Polytmus é um género de beija-flor da família Trochilidae.
Este género contém as seguintes espécies:
- Polytmus guainumbi (Palla,s 1764) - Beija-flor-de-bico-curvo
- Polytmus milleri (Chapman, 1929)
- Polytmus theresiae (Maia, 1843) - Beija-flor-dos-tepuis